# Вашингтон (округ, Теннессі)
Шаблон:StateAbbr_ 36°17′ пн. ш. 82°30′ зх. д. / 36.29° пн. ш. 82.5° зх. д.
Округ  Вашингтон (англ. Washington County) — округ (графство) у штаті  Теннессі, США. Ідентифікатор округу 47179.

## Історія
Округ утворений 1777 року.

## Демографія
За даними перепису 2000 року загальне населення округу становило 107198 осіб, зокрема міського населення було 72225, а сільського — 34973. Серед мешканців округу чоловіків було 52177, а жінок — 55021. В окрузі було 44195 домогосподарств, 29466 родин, які мешкали в 47779 будинках. Середній розмір родини становив 2,85.
Віковий розподіл населення поданий у таблиці:
| Стать    | До 15 років | 15-21 | 22-29 | 30-39 | 40-49 | 50-65 | 65-85 | Понад 85 |
| -------- | ----------- | ----- | ----- | ----- | ----- | ----- | ----- | -------- |
| Чоловіки | 9808        | 5186  | 6397  | 8034  | 7938  | 8821  | 5467  | 526      |
| Жінки    | 9195        | 5387  | 6370  | 7924  | 8103  | 9110  | 7513  | 1419     |

## Суміжні округи
- Салліван — північ
- Картер — схід
- Юнікой — південь
- Грін — захід
- Гокінс — північний захід

## Виноски
1. ↑  U.S. Decennial Census. United States Census Bureau. Архів оригіналу за 19 липня 2018. Процитовано 14 квітня 2015.
2. ↑  Historical Census Browser. University of Virginia Library. Архів оригіналу за 16 серпня 2012. Процитовано 14 квітня 2015.
3. ↑  Forstall, Richard L., ред. (27 березня 1995). Population of Counties by Decennial Census: 1900 to 1990. United States Census Bureau. Архів оригіналу за 21 лютого 2015. Процитовано 14 квітня 2015.
4. ↑  Census 2000 PHC-T-4. Ranking Tables for Counties: 1990 and 2000 (PDF). United States Census Bureau. 2 квітня 2001. Архів оригіналу (PDF) за 18 грудня 2014. Процитовано 14 квітня 2015.
5. ↑  State & County QuickFacts. United States Census Bureau. Архів оригіналу за 21 лютого 2016. Процитовано 7 грудня 2013.(англ.) Наведено за англійською вікіпедією.
6. ↑  QuickFacts. Washington County, Tennessee. United States Census Bureau. Архів оригіналу за 2 лютого 2019. Процитовано 2 жовтня 2018.
7. ↑  American FactFinder. Бюро перепису населення США. Архів оригіналу за 26 лютого 2012. Процитовано 31 січня 2008.

| США | Це незавершена стаття з географії США. Ви можете допомогти проєкту, виправивши або дописавши її. |